# ArtCAM
ArtCAM Pro — проприетарная программа (АСТПП) для создания объёмных рельефов, векторных объектов, а также - для создания управляющих программ для станков с ЧПУ. Проект был закрыт компанией Autodesk в 2018 году.

## Принцип работы
Для создания 3D-рельефа изначально создаётся векторное изображение. Для каждого цвета можно определить начальную высоту и тип поверхности. Изображение преобразуется в 3D-рельеф.
В процессе работы можно изменять существующие рельефы: складывать, вычитать, сглаживать, визуально отнимать части.
Также в программе присутствует примитивный скульптор с небольшим количеством функций.
По созданному 3D-рельефу может быть создана программа для станка c ЧПУ.
C 7 июля 2018 года прекращены продажи продукта, а с 1 ноября 2018 года техподдержка продукта более недоступна.

### Растущая популярность
Несмотря на то, что программа ArtCam закрыта и больше не продается, ее популярность растет. Все потому, что большинство производителей станков с ЧПУ для обработки мягких металлов и древесины рекомендуют ArtCam к использованию, для создания управляющих программ. Это характерно как для отечественных производителей, так и для производителей из Китая. В настоящее время рынок услуг, связанных с производством изделий на станках с ЧПУ, растет, следовательно растет спрос и на сами станки.